# Fumio Demura

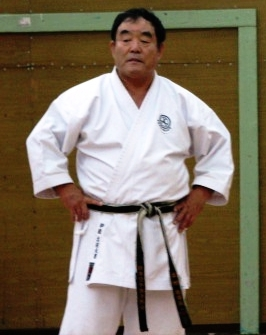
Fumio Demura November 2006 in Warschau

Fumio Demura (japanisch 出村 文男, Demura Fumio; * 15. September 1938 in Yokohama, Japan; † 24. April 2023) war ein japanischer Kampfkünstler und Kampfkunst-Trainer. Er war Träger des 9. Dan im Shitō-Ryū, einer Stilrichtung in der japanischen Kampfkunst Karatedō, und des Titels Shihan.

## Werdegang
Im Alter von acht Jahren begann er, die Kunst des japanischen Schwertkampfes (Kendō) zu lernen. Mit der Zeit erlernte er auch die Kampfkünste Karate, Aikidō und Judo und entwickelte ein besonderes Interesse für Kobudō, den Kampf mit traditionellen Waffen. Diese Kunst erlernte er unter der Anleitung von Sakagami Ryūsho und Taira Shinken, zwei angesehenen Kobudō-Meistern.
1956 erlangte er den schwarzen Gürtel und gewann im folgenden Jahr die ostjapanische Karate-Meisterschaft. Er festigte seinen Ruf als Kampfkünstler, indem er 1961 aus der japanischen Kumite-Meisterschaft als Sieger hervorging und für die nächsten drei Jahre einer der acht besten Wettkämpfer war. Er konnte weiterhin eine Reihe angesehener Wettkämpfe gewinnen und bekam für herausragende Leistungen eine Trophäe des japanischen Karate-Verbandes. Zudem erhielt er für seine Hingabe zur Kampfkunst Zertifikate der Anerkennung von Abgeordneten des japanischen Kabinetts.
Im Jahre 1965 kam Demura auf Einladung von Dan Ivan in die Vereinigten Staaten, um im südlichen Kalifornien Shitō-Ryu, eine der vier großen Karate-Stilrichtungen, zu lehren. Er gilt als der Erste, der in den USA authentisches Shitō-Ryu-Karate und Kobudō unterrichtete. Schnell wurde er zu einer prominenten Figur in der Welt des amerikanischen Karate, nicht zuletzt durch seine sowohl fachkundige als auch unterhaltsame Art, den Unterricht und seine Demonstrationen zu gestalten. 1969 erhielt er durch den Titel „Karate-Sensei des Jahres“ Eintritt in die angesehene „Hall of Fame“ des Black-Belt-Magazins. 1975 wurde ihm diese Ehre erneut zuteil, diesmal durch den Titel „Kampfkünstler des Jahres“. Viele weitere internationale Auszeichnungen folgten.
Während der 70er und 80er Jahre veröffentlichte er eine Reihe von Büchern über Karate und Kobudō für den Ohara-Verlag. Zahlreiche seiner Veröffentlichungen in diversen Magazinen erfreuen sich aufgrund eines dynamischen und aufschlussreichen Ansatzes an die Kampfkünste einer großen Beliebtheit unter den Lesern.
Er stellte seine Kunst auch in diversen Hollywood-Produktionen zur Schau, unter anderem als Double für Pat Morita in der Rolle des Mr. Miyagi in der Karate-Kid-Reihe.
Zuletzt war er Präsident und leitender Ausbilder der Shitō-Ryu Genbu-Kai International, einer Organisation, die 20 Nationen und tausende Mitglieder vereint. Er unterrichtete in seinem Dōjō in Santa Ana, gab Seminare und unterstützte Wettkampf-Veranstaltungen weltweit.
Obwohl er seit über 40 Jahren in den USA lebte und sehr gut Englisch sprach, war er weiterhin japanischer Staatsbürger.

## Filmografie

### Darsteller
- The Warrior Within (1976)
- Die Insel des Dr. Moreau (The Island of Dr. Moreau) (1977)
- Mystic Origins of the Martial Arts (1998)
- Masters of the Martial Arts Presented by Wesley Snipes (1998)
- Shootfighter (1992)
- Die Wiege der Sonne (1993)
- Modern Warriors (2002)

### Stuntman
- Karate Kid (1984)
- Karate Kid III – Die letzte Entscheidung (1989)
- Karate Kid IV – Die nächste Generation (1994)
- Walker, Texas Ranger (2000)
- XMA: Xtreme Martial Arts (2003)

### Stuntkoordinator
- Ninja (2009)

## Bibliographie
- Shitō-ryū Karate. Black Belt Publications, 1971[4]
- Nunchaku – Karate Weapon of Self-Defense. Black Belt Publications, 1971[5]
- Sai – Karate Weapon of Self-Defense. Black Belt Publications, 1974[6] (Sai – Karate-Waffe zur Selbstverteidigung. Falken-Verlag, 1984, ISBN 978-3-8068-0472-0)
- Bo – Karate Weapon of Self-Defense. Black Belt Publications, 1976[7]
- Tonfa – Karate Weapon of Self-Defense. Black Belt Publications, 1982[8]
- Kama – Karate Weapon of Self-Defense. Black Belt Publications, 1984, ISBN 978-0-89750-101-9.
- Advanced Nunchaku. Black Belt Publications, 2004[9]